# وکیل (مجموعه تلویزیونی)
وکیل یک مجموعه تلویزیونی به کارگردانی سیروس مقدم و محصول سال ۱۳۷۹ است که از شبکه پنج پخش شد. این مجموعه بر اساس رمانی از جان گریشام نویسنده آمریکایی ساخته شده‌است.

## خلاصه داستان‌
عطا وکیل جوانی است که در جریان رسیدگی به یک پروندهٔ حقوقی، شرکت «ایران کام» را در دادگاه محکوم می‌کند. مدیر عامل این شرکت بلافاصله پس از ختم دادرسی، با برکناری وکیل شرکت و با ترفندهای خاص، عطا را با شرایط و امکانات مالی ویژه‌ای به کار می‌گیرد. کار برای شرکت «ایران کام» زندگی عطا را متحول می‌کند، اما او رفته رفته به اوضاع مشکوک می‌شود و مسائلی را دربارهٔ نحوهٔ ادارهٔ شرکت درمی‌یابد و…

## بازیگران
- فریبرز عرب‌نیا
- شهاب حسینی
- خسرو فرخزادی
- پانته‌آ بهرام
- حسین خانی‌بیک
- زیبا نادری
- سیدمهدی حیدری
- عسگر قدس
- علیرضا وزیری‌زاده
- محمدرضا نوروزی
- محمد مشاک
- محمود چهارسوقی
- مریم خلیلی‌زاده